# Don Juan's Reckless Daughter
| Recensione              | Giudizio    |
| ----------------------- | ----------- |
| AllMusic                | [ 1 ]       |
| Robert Christgau        | B-          |
| Sputnikmusic            | 3.5 (Great) |
| Piero Scaruffi          | [ 4 ]       |
| Dizionario del Pop-Rock | [ 5 ]       |
| 24.000 dischi           | [ 6 ]       |

Don Juan's Reckless Daughter è la decima uscita discografica, in veste di album doppio, della cantautrice canadese Joni Mitchell, pubblicato nel dicembre del 1977. Mitchell avrebbe dichiarato che, prossima a completare il suo contratto con la Asylum Records, le sarebbe stato permesso di essere anche più flessibile di qualsiasi altra cosa fatta da lei stessa in precedenza.

## Il disco
Insolito per il suo stile sperimentale, anche rispetto all'album precedente, Hejira, Don Juan's Reckless Daughter fu pubblicato nel dicembre del 1977, dopo recensioni contrastanti, scalando al venticinquesimo posto nella Billboard americana, diventando disco d'oro nel giro di tre mesi. Gran parte dell'album è sperimentale, ma soprattutto lo sono: Overture, con una partitura originale per sei chitarre, accordate diversamente talune dalle altre, con effetti, echi vocali e riverberi. The Tenth World risulta invece una long-track tutta strumentale di percussioni latine e Dreamland è incentrata solo su percussioni e voci, tra le quali spicca in maniera particolare quella di Chaka Khan.
La più sperimentale di tutti è Paprika Plains, sedici minuti di brano, suonato al pianoforte in ensemble improvvisato e strutturato su una grande orchestra, che occupa tutto il lato B. In esso, la Mitchell descrive in prima persona un incontro a tarda notte in un bar frequentato da indiani d'America, e narra, toccando temi di disperazione e alcolismo. A un certo punto della narrazione, il narratore si abbandona a uno stato onirico, da sogno, e il testo diventa una commistione di riferimenti e ricordi d'infanzia innocente, con la riproduzione di un'esplosione nucleare e di una tribù inespressiva in contemplazione del sognatore e narratore.
Proprio a riguardo della tecnica descrittiva usata in questo brano l'autrice canadese ebbe modo di dichiarare in un'intervista che: 
(Joni Mitchell)

## Tracce
Brani composti da Joni Mitchell, eccetto dove indicato.
Lato A
1. Overture - Cotton Avenue – 6:35
2. Talk to Me – 3:40
3. Jericho – 3:25

Durata totale: 13:40
Lato B
1. Paprika Plains – 16:19

Durata totale: 16:19
Lato C
1. Otis and Marlena – 4:05
2. The Tenth World – 6:45 (Don Alias, Manolo Badrena, Alejandro Acuña, Airto Moreira, Jaco Pastorius, Joni Mitchell)
3. Dreamland – 4:37

Durata totale: 15:27
Lato D
1. Don Juan's Reckless Daughter – 6:40
2. Off Night Backstreet – 3:22
3. The Silky Veils of Ardor – 4:02

Durata totale: 14:04

## Formazione
- Joni Mitchell – voce, chitarra, pianoforte
- Jaco Pastorius – basso, bonghi e campanacci
- John Guerin – batteria
- Don Alias – bonghi, cori, congas, legnetti
- Michel Colombier – pianoforte
- Alex Acuña – congas, cori, shakers
- Airto Moreira – surdo
- Larry Carlton – chitarra
- Bobbye Hall – percussioni
- Wayne Shorter – sassofono soprano
- Chaka Khan, Glenn Frey, J.D. Shourter – cori

Note aggiuntive:
- Joni Mitchell – produttore
- Registrato e mixato al A&M Studios di Hollywood, California
- Henry Lewy e Steve Katz – ingegneri della registrazione e del mixaggio
- Orchestra registrata al Columbia Studio C di New York City, New York
- Registrazioni aggiuntive effettuate al Basing Street Studio di Londra
- Robert Ash – assistente ingegnere
- Ringraziamento a Krims